# Бойня номер пять (фильм)
«Бойня номер пять» (англ. Slaughterhouse-Five) — художественный фильм режиссёра Джорджа Роя Хилла, экранизация одноименного романа Курта Воннегута.

## Сюжет
Главный герой — Билли Пилигрим (Майкл Сакс), странный человек, регулярно совершающий скачки во времени (и пространстве). Вот мы видим его в пожилом возрасте, лежащим на кровати в своем большом одиноком доме. В следующий миг мы переносимся в зимнюю Германию времен Второй мировой войны, где американские солдаты (и Билли среди них) попадают в плен и переживают бомбардировку Дрездена. А иной раз Билли оказывается на загадочной планете Тральфамадор, где таинственные пришельцы наблюдают за его жизнью из своего четвёртого измерения.

## В ролях
- Майкл Сакс — Билли Пилигрим
- Рон Либман — Пол Ладзаро
- Юджин Рош — Эдгар Дерби
- Шэрон Гэнс — Валенсия Мербл Пилигрим
- Валери Перрин — Монтана Уайлдхэк
- Холли Ниар — Барбара Пилигрим
- Перри Кинг — Роберт Пилигрим
- Фридрих фон Ледебур — немецкий командир
- Люсиль Бенсон — мать Билли Пилигрима

## Создание фильма
Фильм снимали в США, в штате Миннесота, в Чехословакии и в Праге.

## Награды и номинации

### Награды
- 1972 — Каннский кинофестиваль
  - Приз жюри — Джордж Рой Хилл[1]
- 1973 — Премия «Хьюго»
  - Лучшая постановка[2]

### Номинации
- 1972 — Каннский кинофестиваль
  - Золотая пальмовая ветвь — Джордж Рой Хилл[1]
- 1973 — Премия «Золотой глобус»
  - Самый многообещающий новичок среди мужчин — Майкл Сакс[3]